# Paracoccus neocarens
Paracoccus neocarens är en insektsart som först beskrevs av Ireneo L. Lit 1992.  Paracoccus neocarens ingår i släktet Paracoccus och familjen ullsköldlöss.
Artens utbredningsområde är Filippinerna. Inga underarter finns listade i Catalogue of Life.